# Stadtkirche Drosendorf

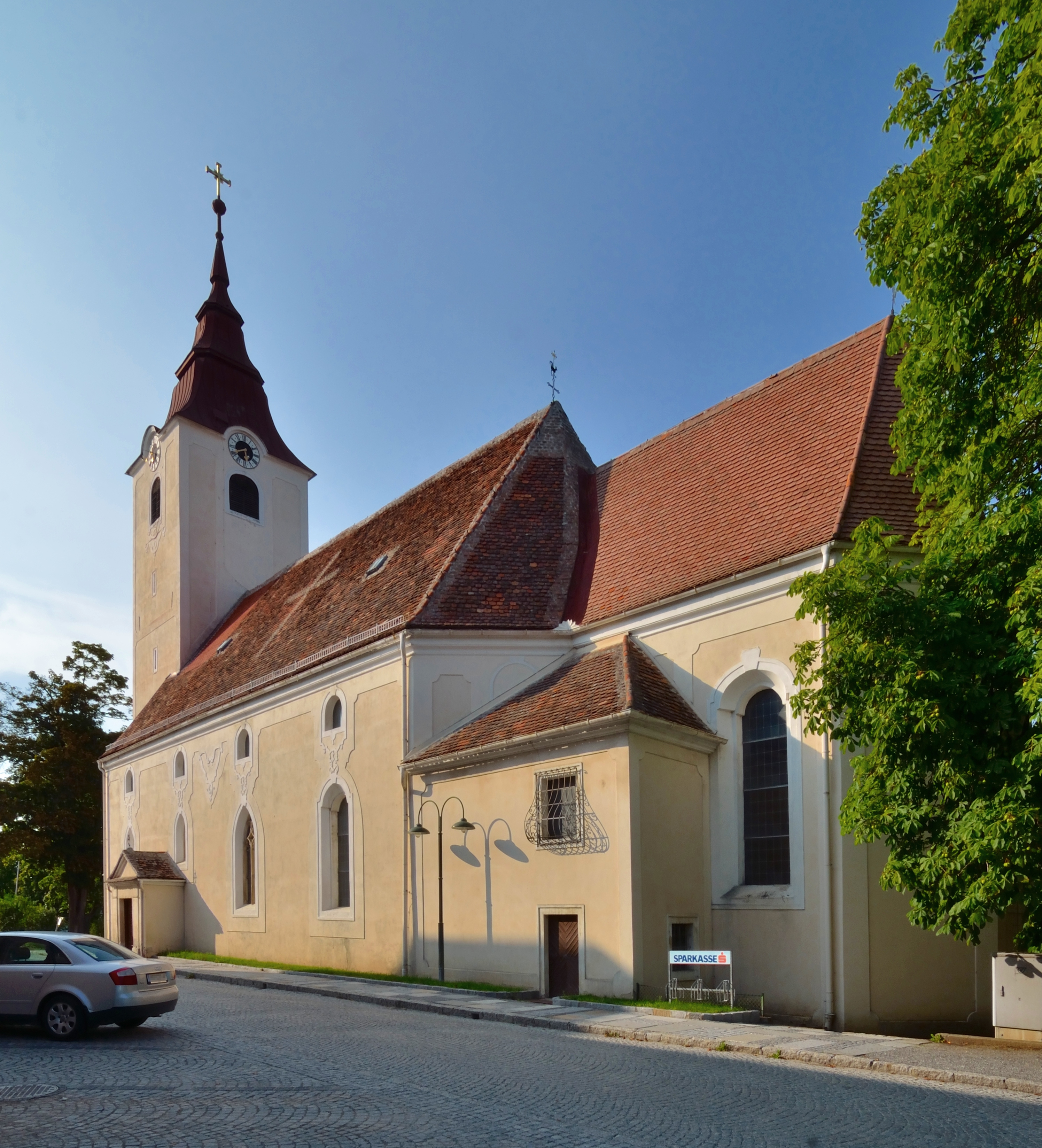
Stadtkirche Drosendorf

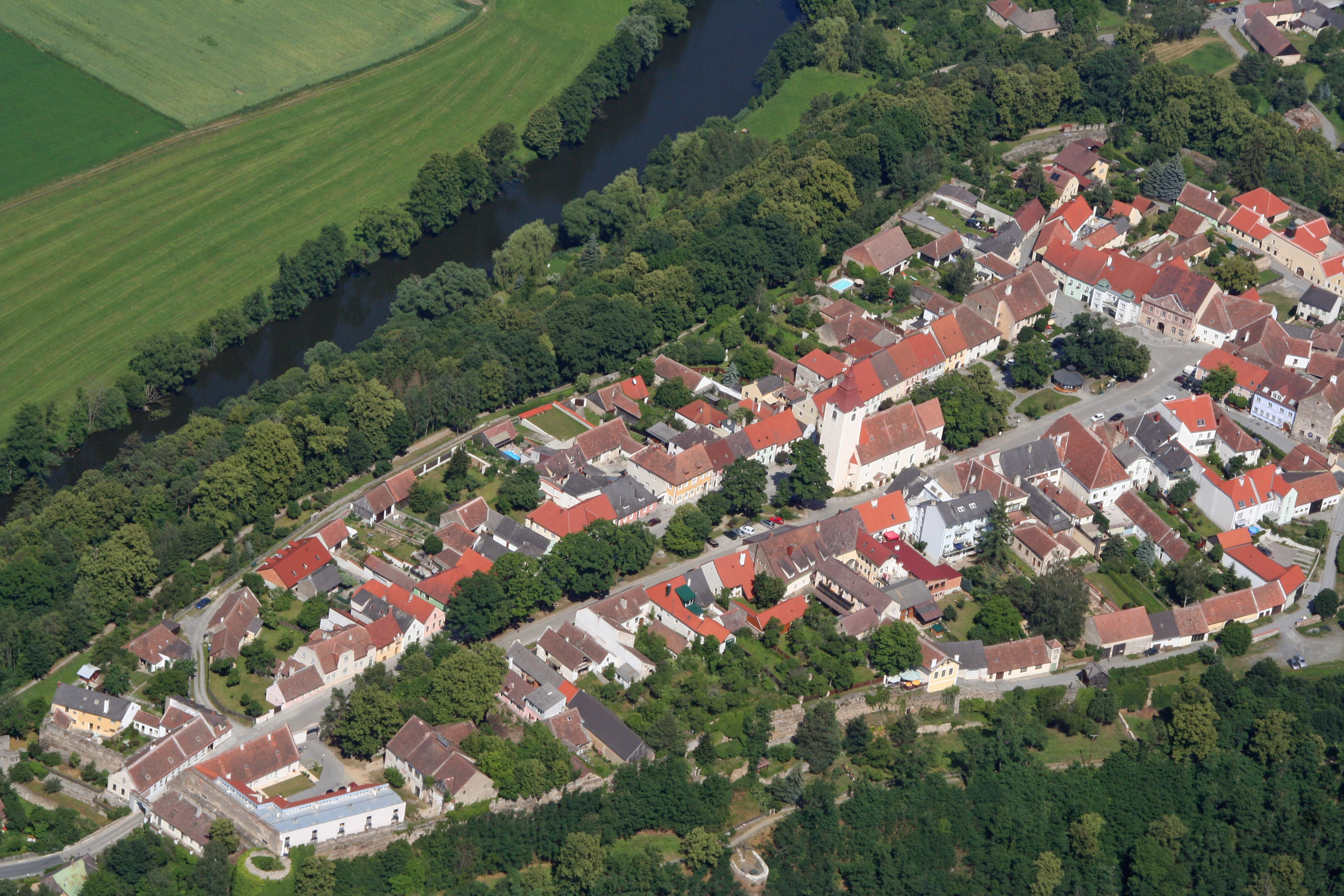
Stadtkirche am Hauptplatz

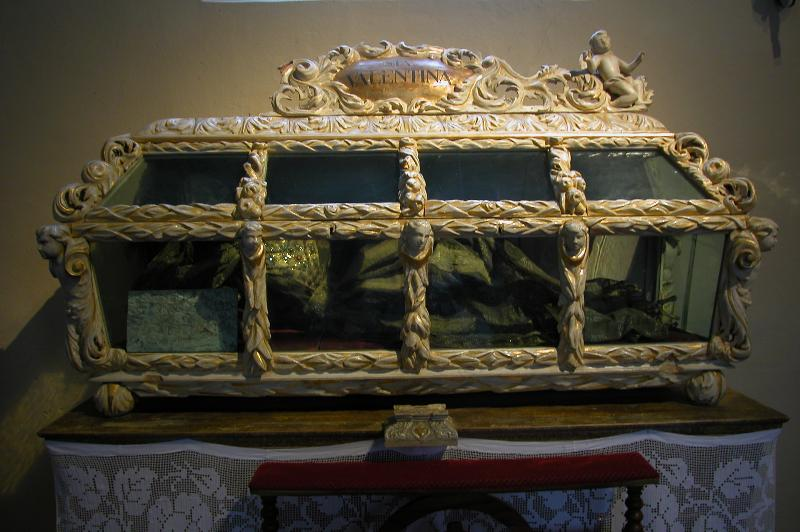
Sarg der Heiligen Valentina

Die Stadtkirche Drosendorf ist eine römisch-katholische Kirche in der Stadtgemeinde Drosendorf-Zissersdorf.

## Lage
Die Kirche steht als Marktkirche inmitten des Hauptplatzes in der Stadt Drosendorf.

## Kirche
Die Kirche wurde als spätgotischer Saalbau in den Jahren 1461 bis 1463 an jener Stelle errichtet, wo eine im 13. Jahrhundert erbaute Kapelle stand. Die Kirchweihe auf den heiligen Martin war 1464. Im Jahre 1486 ist die Kirche eine Stiftung der Eyczinger, dazu 1501 ein Doppelwappen Georg von Eitzing und Gemahlin im Chor der Kirche, 1476 ein Wappen Oswald von Eitzing und Gemahlin. Im Jahre 1680 wurde durch den Grafen von Lamberg ein Oratorium errichtet. Der Kirchturm ist im Westen vorgestellt. 
Die zwei Seitenaltäre stammen aus der ehemaligen Wallfahrtskirche Maria Schnee in der Katastralgemeinde Elsern.
Die Orgel aus dem Jahre 1896 ist vom Orgelbau Kauffmann.

## Heilige Valentina
In einer Nische befinden sich in einem barocken Glassarg mit Akanthusdekor (um 1700) die sterblichen Überreste der Heiligen Valentina mit einer Inschrifttafel aus dem 3. Jahrhundert aus einer römischen Katakombe. Diese wurden von Papst Clemens XI. Katharina Eleonora Gräfin Lamberg zum Geschenk gemacht und 1702 nach Drosendorf gebracht, wo sie zunächst in der Schlosskapelle ausgestellt waren. 1704 wurden sie hierher in die Kirche gebracht.